# Strephonota sphinx
Espèce
Strephonota sphinx est un papillon de la famille des Lycaenidae, de la sous-famille des Theclinae et du genre Strephonota.

## Dénomination
Strephonota sphinx a été décrit par Johan Christian Fabricius en 1775 sous le nom de Papilio sphinx.
Synonymes : Papilio dindymus Cramer, [1775]; Thecla stilbia Hewitson, 1867; Thecla proba Godman & Salvin, [1887]; Thecla climicles Dyar, 1914; Thecla purissima Draudt, 1920.

### Nom vernaculaire
Strephonota sphinx se nomme Sphinx Hairstreak en anglais.

## Description
Strephonota sphinx est un petit papillon aux antennes et aux pattes annelées de noir et de blanc avec une très courte et une longue fine queue à chaque aile postérieure.
Le dessus de couleur bleu clair métallisé finement bordé de marron.
Le revers est blanc avec aux ailes postérieures deux petits ocelles rouge pupillés de noir dont un en position anale.

## Écologie et distribution
Strephonota sphinx est présent  à Panama, au Pérou, en Colombie, en Bolivie, au Surinam, en Guyana et en Guyane,.

### Protection
Pas de statut de protection particulier.